# パーク商事
パーク商事株式会社（パークしょうじ）は、東京都あきる野市に本社を置き、パチンコ・パチスロ店「パーク」を展開し、またかつてはスーパーマーケットチェーン（全日食チェーン）「パークショッピングセンター」を展開していた企業である。

## 沿革
- 1969年（昭和46年）4月 - ボウリング場を開店
- 1983年（昭和58年）10月 - ボウリング場を改装しスーパーマーケット部門を展開
- 2023年（令和5年）11月19日 - スーパー事業撤退

## スーパー

### 撤退時の店舗
パークショッピングセンター舘谷店（あきる野市）2023年11月19日閉店（同年12月2日にマルフジ舘谷店として再開店）
支払方法
クレジットカード（VISA、master、JCB）交通系流通系など電子マネー各種が利用できた。
QR決済などキャッシュレス決済は利用できなかった。

### 撤退以前に閉店した店舗
過去には日の出・青梅・昭島・八王子・あきる野に店舗展開していた。
- 昭島店の跡地にはドラッグセイムス 昭島駅前店
- 吉野梅郷店の跡地はコメリハード&グリーン 青梅柚木店
- 二宮店の跡地はファミリーマート 東秋留店

## パチンコ店舗
パーラーパーク あきる野店

### 過去に存在したパチンコ店舗
パチンコオークラ（八王子店）